# Bryan Gil
Bryan Gil Salvatierra (Hospitalet de Llobregat, Barcelona, 11 de febrero de 2001) es un futbolista español que juega en la posición de delantero en el Tottenham Hotspur F. C. de la Premier League.

## Trayectoria
Nació circunstancialmente en Hospitalet de Llobregat (Barcelona), ciudad a la que sus padres se habían trasladado temporalmente por motivos de trabajo. Sin embargo, creció desde temprana edad en la localidad gaditana de Barbate. Se formó en las categorías inferiores del Sevilla F. C., al que llegó desde la Escuela de Fútbol de Barbate, jugando durante la temporada 2017-18 dos partidos de la Liga Juvenil de la UEFA. La temporada siguiente pasó a formar parte del Sevilla Atlético, si bien se convirtió en un habitual en los entrenamientos con el primer equipo e incluso pasó a formar parte de las convocatorias en las últimas jornadas de esa temporada, en el que debutó en un encuentro contra el Atlético de Madrid en partido de Liga.
Se convirtió en el primer jugador nacido en el siglo XXI en dar una asistencia de gol en las cinco grandes ligas europeas, en el partido contra el Real Valladolid C. F. Su primer gol con el primer equipo lo logró contra el Rayo Vallecano para redondear un 5 a 0. Ese gol lo convertiría en el primer jugador nacido en el siglo XXI en anotar en Primera División.
En el mercado invernal de la temporada 2019-20 se marchó cedido al C. D. Leganés. Marcó un gol en la última jornada contra el Real Madrid en un partido que finalizó en empate y que supuso el descenso del club a la Segunda División.
El 5 de octubre de 2020, con La Liga ya empezada, firmó una cesión sin opción a compra a la S. D. Eibar de la Primera División de España por una temporada. En el partido contra el Granada se estrenó como goleador, con un doblete, con el conjunto armero.
El 26 de julio de 2021 fue traspasado al Tottenham Hotspur F. C. por 25 millones de euros más variables y el jugador Erik Lamela. Debutó el 19 de agosto en el partido de ida del play-off de la Liga Europa Conferencia de la UEFA que perdieron por 1-0 ante el F. C. Paços de Ferreira.
En Inglaterra estuvo media temporada, regresando el 31 de enero de 2022 a España para jugar cedido en el Valencia C. F. hasta el final de la misma. A principio de la siguiente temporada, el conjunto che quiso hacerse con sus servicios, pero finalmente la negativa del club inglés frustró la operación. Acabó volviendo a Sevilla el 30 de enero en una nueva cesión hasta junio. Tras la misma regresó a Londres, donde estuvo la campaña 2023-24 antes de acumular otro préstamo en julio de 2024, esta vez en el Girona F. C.
El 23 de noviembre anotó un gol y dio dos asistencias en la victoria 4-1 sobre el R. C. D. Espanyol, partido del que fue nombrado mejor jugador. Su temporada terminó en el mes de marzo después de sufrir una lesión en la rodilla que lo iba a mantener de baja entre cuatro y cinco meses.

## Selección nacional

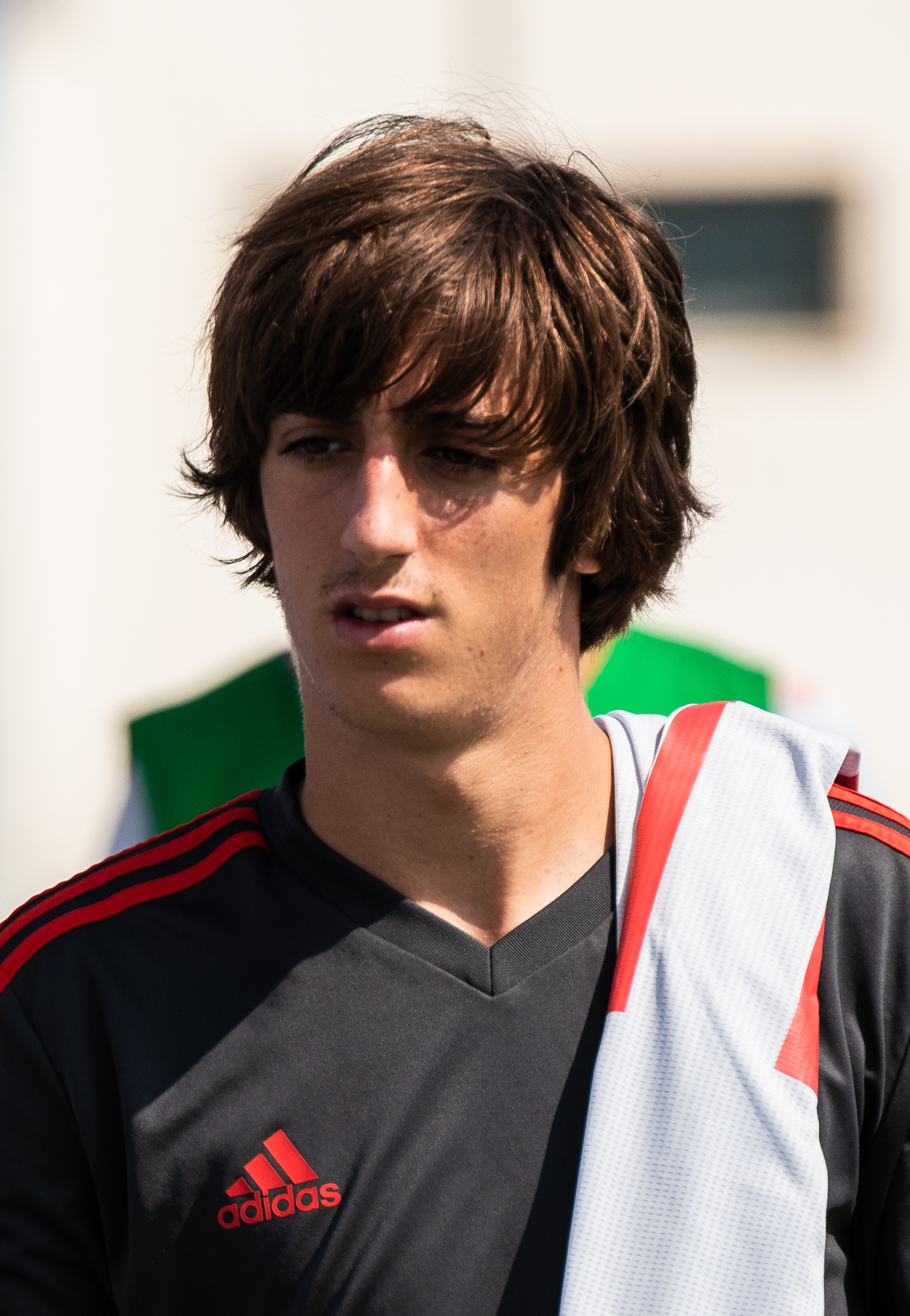
Gil en 2019, con la selección española sub-19.

Ha sido internacional en las categorías inferiores de la selección española sub-17, sub-18, sub-19 y sub-21.
En 2019 ganó con la selección sub-19 el Europeo celebrado en Armenia.
En octubre de 2020 fue convocado por primera vez con la selección sub-21 y debutó en la victoria contra la selección de Kazajistán en la que asistió para la consecución del 3 a 0 definitivo.
En marzo de 2021 fue convocado por Luis Enrique para jugar tres partidos con la selección absoluta, correspondientes a la clasificación para el Mundial de Catar de 2022, contra Grecia, Georgia y Kosovo. Debutó en el primero de esos partidos, contra el conjunto heleno, al sustituir a Canales.
En 2021 también fue seleccionado por la selección olímpica haciendo su debut en un partido preparatorio contra Japón.
El 18 de noviembre de 2024 marcó su primer gol con la absoluta, en el partido contra Suiza correspondiente a la Liga de Naciones de la UEFA 2024-25.

### Goles internacionales
| N.º | Fecha                   | Estadio                                                           | Rival | Gol | Resultado | Competición              |
| --- | ----------------------- | ----------------------------------------------------------------- | ----- | --- | --------- | ------------------------ |
| 1   | 18 de noviembre de 2024 | Estadio Heliodoro Rodríguez López, Santa Cruz de Tenerife, España | Suiza | 2-1 | 3-2       | Liga de Naciones 2024-25 |

## Estadísticas

### Clubes
Actualizado al último partido disputado el 10 de marzo de 2025.
| Club | Div.          | Temporada     | Liga  | Liga  | Liga   | Copas nacionales(1) | Copas nacionales(1) | Copas nacionales(1) | Torneos internacionales(2) | Torneos internacionales(2) | Torneos internacionales(2) | Total | Total | Total  |
| Club | Div.          | Temporada     | Part. | Goles | Asist. | Part.               | Goles               | Asist.              | Part.                      | Goles                      | Asist.                     | Part. | Goles | Asist. |
| --- | ------------- | ------------- | ----- | ----- | ------ | ------------------- | ------------------- | ------------------- | -------------------------- | -------------------------- | -------------------------- | ----- | ----- | ------ |
| Sevilla Atlético · España | 2.ª B         | 2018-19       | 23    | 4     | 6      | ―                   | ―                   | ―                   | ―                          | ―                          | ―                          | 23    | 4     | 6      |
| Sevilla Atlético · España | Total club    | Total club    | 23    | 4     | 6      | ―                   | ―                   | ―                   | ―                          | ―                          | ―                          | 23    | 4     | 6      |
| Sevilla F. C. · España | 1.ª           | 2018-19       | 11    | 1     | 1      | 2                   | 0                   | 0                   | 0                          | 0                          | 0                          | 13    | 1     | 1      |
| Sevilla F. C. · España | 1.ª           | 2019-20       | 2     | 0     | 0      | 1                   | 0                   | 0                   | 4                          | 1                          | 1                          | 7     | 1     | 1      |
| C. D. Leganés · España | 1.ª           | 2019-20       | 12    | 1     | 0      | ―                   | ―                   | ―                   | ―                          | ―                          | ―                          | 12    | 1     | 0      |
| C. D. Leganés · España | Total club    | Total club    | 12    | 1     | 0      | ―                   | ―                   | ―                   | ―                          | ―                          | ―                          | 12    | 1     | 0      |
| Sevilla F. C. · España | 1.ª           | 2020-21       | 1     | 0     | 0      | ―                   | ―                   | ―                   | 0                          | 0                          | 0                          | 1     | 0     | 0      |
| S. D. Eibar · España | 1.ª           | 2020-21       | 28    | 4     | 3      | 1                   | 0                   | 1                   | ―                          | ―                          | ―                          | 29    | 4     | 4      |
| S. D. Eibar · España | Total club    | Total club    | 28    | 4     | 3      | 1                   | 0                   | 1                   | ―                          | ―                          | ―                          | 29    | 4     | 4      |
| Tottenham Hotspur F. C. Inglaterra | 1.ª           | 2021-22       | 9     | 0     | 0      | 5                   | 0                   | 0                   | 6                          | 0                          | 1                          | 20    | 0     | 1      |
| Valencia C. F. · España | 1.ª           | 2021-22       | 13    | 0     | 1      | 4                   | 0                   | 0                   | ―                          | ―                          | ―                          | 17    | 0     | 1      |
| Valencia C. F. · España | Total club    | Total club    | 13    | 0     | 1      | 4                   | 0                   | 0                   | 0                          | 0                          | 0                          | 17    | 0     | 1      |
| Tottenham Hotspur F. C. Inglaterra | 1.ª           | 2022-23       | 4     | 0     | 1      | 3                   | 0                   | 0                   | 4                          | 0                          | 0                          | 11    | 0     | 1      |
| Sevilla F. C. · España | 1.ª           | 2022-23       | 17    | 2     | 2      | ―                   | ―                   | ―                   | 7                          | 0                          | 2                          | 24    | 2     | 4      |
| Sevilla F. C. · España | Total club    | Total club    | 31    | 3     | 3      | 3                   | 0                   | 0                   | 11                         | 1                          | 3                          | 45    | 4     | 6      |
| Tottenham Hotspur F. C. Inglaterra | 1.ª           | 2023-24       | 11    | 0     | 0      | 1                   | 0                   | 0                   | —                          | —                          | —                          | 12    | 0     | 0      |
| Tottenham Hotspur F. C. Inglaterra | Total club    | Total club    | 24    | 0     | 1      | 9                   | 0                   | 0                   | 10                         | 0                          | 1                          | 43    | 0     | 2      |
| Girona F. C. · España | 1.ª           | 2024-25       | 25    | 3     | 3      | 1                   | 1                   | 0                   | 6                          | 0                          | 0                          | 32    | 3     | 3      |
| Girona F. C. · España | Total club    | Total club    | 25    | 3     | 3      | 1                   | 1                   | 0                   | 6                          | 0                          | 0                          | 32    | 3     | 3      |
| Total carrera | Total carrera | Total carrera | 156   | 15    | 17     | 18                  | 1                   | 1                   | 27                         | 1                          | 4                          | 201   | 17    | 22     |
| (1)Incluidos los datos de la Copa del Rey y la Supercopa de España (2018-19). (2)Incluidos los datos de la Liga Europa de la UEFA (2019-20), Liga Europa Conferencia de la UEFA y Supercopa de Europa 2020 |               |               |       |       |        |                     |                     |                     |                            |                            |                            |       |       |        |

## Palmarés

### Títulos internacionales
| Título                 | Club (*)      | Sede     | Año     |
| ---------------------- | ------------- | -------- | ------- |
| Eurocopa sub-19        | España        | Armenia  | 2019    |
| Liga Europa de la UEFA | Sevilla F. C. | Alemania | 2019-20 |
| Juegos Olímpicos       | España        | Tokio    | 2020    |
| Liga Europa de la UEFA | Sevilla F. C. | Hungría  | 2022-23 |

(*) Incluyendo la selección.

### Distinciones individuales
| Distinción                              | Año     |
| --------------------------------------- | ------- |
| Miembro del Once de Oro de Fútbol Draft | 2019-20 |